# 顾宁
顾宁（1964年5月—），男，中国纳米医学材料专家，东南大学生物科学与医学工程学院院长、教授、博士生导师，中国科学院院士。